# Gruppe Manouchian
Die Gruppe Manouchian war eine nach Missak Manouchian, einem ihrer Anführer, benannte Partisanengruppe der französischen Résistance, die während der deutschen Besatzung Frankreichs im Zweiten Weltkrieg zwischen 1940 und 1944 bestand. Sie verübte zahlreiche Anschläge gegen die deutsche Besatzungsmacht. Insgesamt 23 Mitglieder der Gruppe wurden im Dezember 1943 durch eine Einheit des Vichy-französischen Geheimdienstes verhaftet und im Februar 1944 durch ein Wehrmachts-Erschießungskommando erschossen.

## Organisation
Die Gruppe Manouchian war eine bewaffnete Einsatzgruppe der Partisanenorganisation FTP-MOI (Francs-Tireurs et Partisans – Main-d'œuvre immigrée) des Bezirkes Paris und bestand mehrheitlich aus Einwanderern aus verschiedenen Ländern. Die Gruppe wurde von Joseph Epstein, genannt Colonel Gilles (nom-de-guerre), und Missak Manouchian geleitet. Letzterer hatte die militärische Leitung inne. Die Gruppe hatte zum Zeitpunkt ihres größten Umfangs 40 Mitglieder.

### Auf dem Mont Valérien hingerichtet
Nachfolgend sind die Mitglieder der Gruppe aufgeführt, die Ende 1943 verhaftet und im Februar 1944 im Fort du Mont Valérien hingerichtet wurden (beziehungsweise Olga Bancic im Mai 1944 in Stuttgart). Sie wurden danach unter dem Namen Groupe de L'Affiche rouge bekannt. Die Affiche rouge (das rote Plakat) war ein Propagandaposter der Deutschen, auf dem Fotos von zehn der Verhafteten auf rotem Hintergrund abgebildet waren und das die ganze Gruppe als L’armée du crime (Armee des Verbrechens) verunglimpfte.
| Name                                                      | REF           | Gruppe, Bewegung, Netzwerk, Partei, Gewerkschaft | Geburtsort                 | Geburtsjahr    | Sterbedatum      | Sterbeort               | Beruf                                     | Anmerkung, Bemerkung, Sterbeursache |
| --------------------------------------------------------- | ------------- | ------------------------------------------------ | -------------------------- | -------------- | ---------------- | ----------------------- | ----------------------------------------- | ----------------------------------- |
| Celestino Alfonso (Spanier)                               | [ 2 ] [ 3 ]   | FTP-MOI, Spanienkämpfer, Gruppe Manouchian       | Ituero de Azaba (Spanien)  | 1916           | 21. Februar 1944 | Mont Valérien, Suresnes | Schreiner, Tischler, Zimmermann, Arbeiter |                                     |
| Olga Bancic (Rumänin)                                     |               | Gruppe Manouchian                                | Chișinău                   | 1912           | 10. Mai 1944     | Stuttgart, Deutschland  | Arbeiterin                                | geköpft                             |
| Joseph Boczor (Ungar)                                     | [ 4 ] [ 5 ]   | Gruppe Manouchian, FTP-MOI                       | Felbosanga (Ungarn)        | 1905           | 21. Februar 1944 | Mont Valérien, Suresnes | Schreiner, Tischler                       |                                     |
| Georges Cloarec (Franzose)                                | [ 6 ] [ 7 ]   | Gruppe Manouchian, FTP-MOI                       | Saint-Lubin-des-Joncherets | 1923           | 21. Februar 1944 | Mont Valérien, Suresnes | Landarbeiter                              |                                     |
| Arben Dawitian (Armenier)                                 |               | Gruppe Manouchian                                | Schuscha                   | 1895           | 21. Februar 1944 | Mont Valérien, Suresnes |                                           |                                     |
| Rino Primo Della Negra (Italiener)                        | [ 8 ] [ 9 ]   | Gruppe Manouchian, FFI                           | Vimy                       | 1923           | 21. Februar 1944 | Mont Valérien, Suresnes | Arbeiter                                  |                                     |
| Thomas Elek (Ungar)                                       | [ 10 ] [ 11 ] | Gruppe Manouchian                                | Budapest (Ungarn)          | 1924           | 21. Februar 1944 | Mont Valérien, Suresnes |                                           |                                     |
| Maurice Fingercwajg (Pole)                                | [ 12 ] [ 13 ] | Gruppe Manouchian                                | Warschau (Polen)           | 1922           | 21. Februar 1944 | Mont Valérien, Suresnes | Polsterer                                 |                                     |
| Spartaco Fontanot (Italiener)                             | [ 14 ] [ 15 ] | Gruppe Manouchian, FTP-MOI                       | Monfalcone (Italien)       | 1922           | 21. Februar 1944 | Mont Valérien, Suresnes | Dreher                                    |                                     |
| Imre Emeric Glasz (Ungar)                                 | [ 16 ] [ 17 ] | Gruppe Manouchian, FTP-MOI                       | Budapest (Ungarn)          | 1902           | 21. Februar 1944 | Mont Valérien, Suresnes | Monteur                                   |                                     |
| Jonas Michaël Martyniuk (auch: Jonas Geduldig/Pole)       | [ 18 ] [ 19 ] | Gruppe Manouchian, FTP-MOI                       | Wlodziwiez (Polen)         | 1918           | 21. Februar 1944 | Mont Valérien, Suresnes | Elektriker                                |                                     |
| Léon Goldberg (Pole)                                      | [ 20 ] [ 21 ] | Gruppe Manouchian, FTP-MOI, FFI                  | Lodz (Polen)               | 1924           | 21. Februar 1944 | Mont Valérien, Suresnes | Student                                   |                                     |
| Szlama Grzywacz (Pole)                                    | [ 22 ] [ 23 ] | Gruppe Manouchian, FTP-MOI, Spanienkämpfer       | Dobre (Polen)              | 1910           | 21. Februar 1944 | Mont Valérien, Suresnes | Schuster, Arbeiter                        |                                     |
| Stanislas Kubacki (Pole)                                  | [ 24 ] [ 25 ] | Gruppe Manouchian, FTP-MOI, FFI                  | Siaszyce (Polen)           | 1908           | 21. Februar 1944 | Mont Valérien, Suresnes | Holzfäller, Arbeiter, Former              |                                     |
| Cesare Luccarini (auch Cesare Lucarini, Italiener)        | [ 26 ] [ 27 ] | Gruppe Manouchian                                | Castiglione-di-Pepoli      | 1922           | 21. Februar 1944 | Mont Valérien, Suresnes | Bauarbeiter, Zementarbeiter               |                                     |
| Missak Manouchian (Armenier)                              |               | Gruppe Manouchian                                | Adıyaman                   | 1906           | 21. Februar 1944 | Mont Valérien, Suresnes | Lyriker, Journalist                       |                                     |
| Marcel Rayman (auch Marcel Rajman, Pole)                  | [ 28 ] [ 29 ] | Gruppe Manouchian, FTP-MOI                       | Warschau (Polen)           | 1923           | 21. Februar 1944 | Mont Valérien, Suresnes | Stricker                                  |                                     |
| Roger Rouxel (Franzose)                                   | [ 30 ] [ 31 ] | Gruppe Manouchian                                | Paris                      | 1925           | 21. Februar 1944 | Mont Valérien, Suresnes | Metalldreher                              |                                     |
| Antonio Salvadori (auch Antoine Salvadori, Italiener)     | [ 32 ] [ 33 ] | Gruppe Manouchian, FTP-MOI,                      | San Gregorio (Italien)     | 1920           | 21. Februar 1944 | Mont Valérien, Suresnes | Bauarbeiter, Zementarbeiter, Taucher      |                                     |
| Willy Schapiro (Auch W. Schapira, Chapiro, Szapiro, Pole) | [ 34 ] [ 35 ] | Gruppe Manouchian                                | Skala (Polen)              | 1910           | 21. Februar 1944 | Mont Valérien, Suresnes | Kürschner                                 |                                     |
| Amadeo Usseglio-Polatera (Italiener)                      | [ 36 ] [ 37 ] | Gruppe Manouchian                                | Giaveno (Italien)          | 1911           | 21. Februar 1944 | Mont Valérien, Suresnes | Baggerfahrer                              |                                     |
| Wolf Wajsbrot (Pole)                                      | [ 38 ] [ 39 ] | Gruppe Manouchian                                | Krasnik (Polen)            | 1905 oder 1925 | 21. Februar 1944 | Mont Valérien, Suresnes | Mechaniker                                |                                     |
| Robert Witchitz (Franzose)                                | [ 40 ]        | Gruppe Manouchian, FTP-MOI                       | Abscon                     | 1924           | 21. Februar 1944 | Mont Valérien, Suresnes | Telegraphist, Arbeiter                    |                                     |

Alle Genannten außer Olga Bancic, der einzigen Frau in der Gruppe, wurden am 21. Februar 1944 im Fort du Mont Valérien durch Erschießen hingerichtet. Das Erschießungskommando bestand aus deutschen Soldaten. Olga Bancic, obwohl ebenfalls zum Tode verurteilt, wurde hier nicht hingerichtet, da ein französisches Gesetz das Füsilieren von Frauen verbot. Sie wurde später, am 10. Mai 1944 in Stuttgart geköpft.

### Andere Mitglieder der Gruppe Manouchian
- Ildo Stanzani – Italiener, konnte entkommen
- Arsène Tchakarian – Armenier
- Hélène Kro – Polnische Kommunistin, Jüdin, kam 1942 bei einer Razzia ums Leben
- und weitere

## Leben als Widerstandskämpfer
Zeitzeugenbericht (Ausschnitt) von Arsène Tchakarian, Armenier, letzter Überlebender der groupe Manouchian:

Fin 1943, les Allemands avaient repéré que les francs-tireurs étaient des immigrés, et le travail devenait de plus en plus périlleux. Ils se sont mis à suivre tout le monde, malgré les infinies précautions que nous prenions. Missak Manouchian voulait changer de domicile, mais ce n'était pas chose facile, surtout pour un immigré. Les camarades juifs avaient de faux papiers, car la MOI disposait d'un réseau spécial pour en falsifier, mais ils n'étaient pas toujours très convaincants. Pour les Arméniens, c'était plus facile, parce qu'on pouvait toujours, aller se réfugier chez quelqu'un de la communauté arménienne. Pour les juifs, c'était extrêmement difficile. Il n'y avait plus de communauté. Ils étaient tous menacés.

„Ende 1943 hatten die Deutschen festgestellt, dass die Francs-tireurs Immigranten waren, und die Arbeit wurde immer gefährlicher. Sie fingen trotz aller unserer unendlichen Vorsichtsmaßnahmen an, alle zu verfolgen. Missak Manouchian wollte die Wohnung wechseln, das war jedoch keine einfache Sache, zumal für einen Einwanderer. Die jüdischen Kameraden hatten gefälschte Papiere, da die MOI eine spezielle Abteilung hatte um solche zu fälschen, aber sie [die gefälschten Ausweise] waren nicht immer sehr überzeugend. Für die Armenier war das einfacher, weil sie jederzeit bei jemandem aus der armenischen Gemeinschaft Zuflucht finden konnten. Für die Juden war das sehr schwierig. Sie hatten [wegen der Deportationen] keine Gemeinschaft mehr. Sie waren alle bedroht.“

Zeitzeugenbericht von Arsène Tchakarian (Ausschnitt aus einem Bericht über Olga Bancic und die Frauen in der FTP-MOI):

[…] Dans certains quartiers ces actions étaient particulièrement difficiles. C'était une époque où les résistants vivaient dans la crainte d'être pris, ils étaient sans cesse aux aguets, se méfiaient de tout. Le danger était si grand que beaucoup de camarades avaient l'impression qu'ils n'iraient pas jusqu'au bout, jusqu'à la Libération. Il fallait passer et repasser à travers les mailles du filet. Ils pensaient toujours qu'ils seraient pris et fusillés. Les femmes étaient les plus attentives, elles faisaient très attention. Il y avait ceux dans le groupe qui n'avaient peur de rien, ceux dont les familles avaient été déportées, ce qui les rendaient encore plus combatifs. […]

„[…] In gewissen Vierteln [von Paris] waren diese Aktionen besonders schwierig. Dies war eine Zeit, in der die Widerstandskämpfer in Furcht vor Gefangennahme lebten, sie waren ständig auf der Hut, ständig misstrauisch. Die Gefahr war so groß, dass viele Kameraden den Eindruck hatten, sie würden nicht bis zum Ende, bis zur Befreiung überleben. Die Maschen des Fangnetzes mussten wieder und wieder durchquert werden. Sie dachten jeden Tag, dass sie gefangen und erschossen würden. Die Frauen waren die aufmerksamsten, sie gingen sehr umsichtig um. Es gab die in der Gruppe, die sich vor nichts fürchteten, das waren diejenigen, deren Familien deportiert worden waren, was sie noch kämpferischer machte. […]“

## Bildergalerie
Die Porträtfotos der Widerstandskämpfer stammen aus dem Deutschen Bundesarchiv und sind vom „Kriegsberichter Theobald“ aufgenommen worden. Die Fotos entstanden wahrscheinlich im Februar 1944 unmittelbar vor der Hinrichtung der Gefangenen, als diese der Presse zu Propagandazwecken vorgeführt wurden.

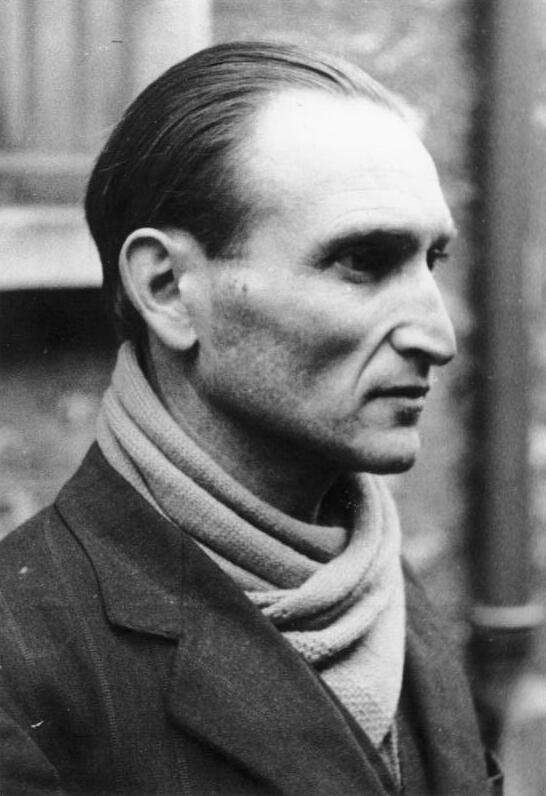
Joseph Boczov
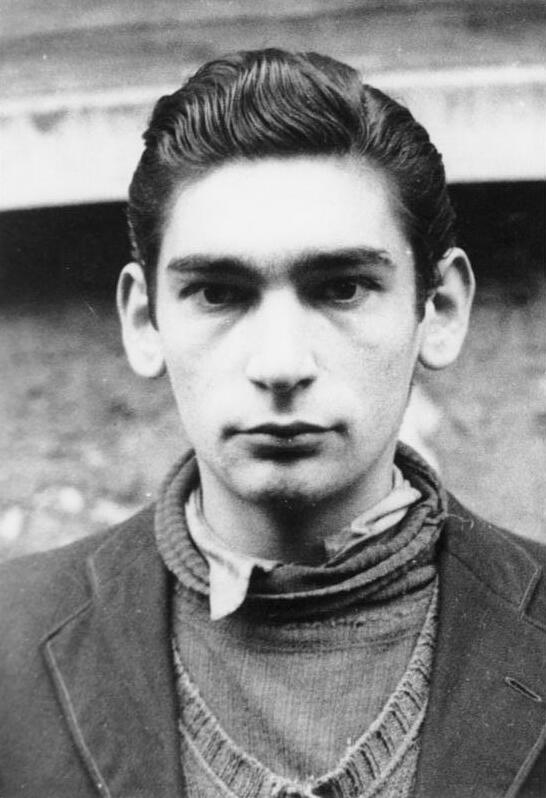
Maurice Fingercwajg
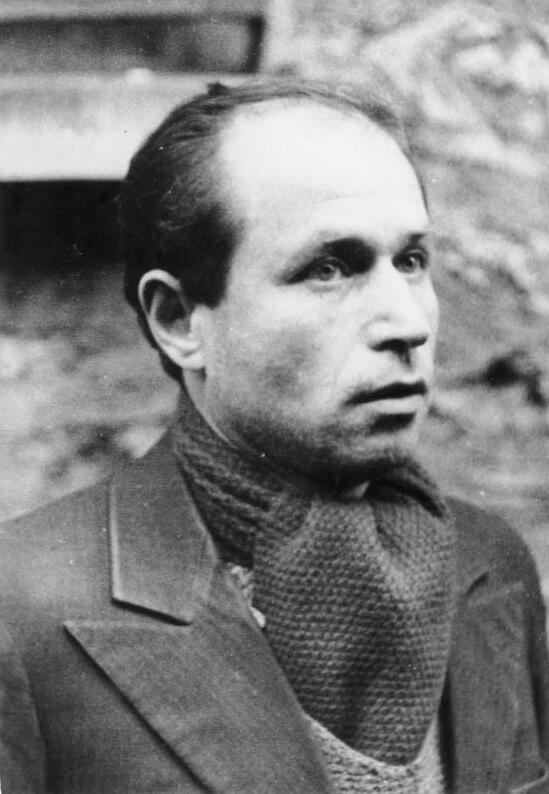
Szlama Grzywacz
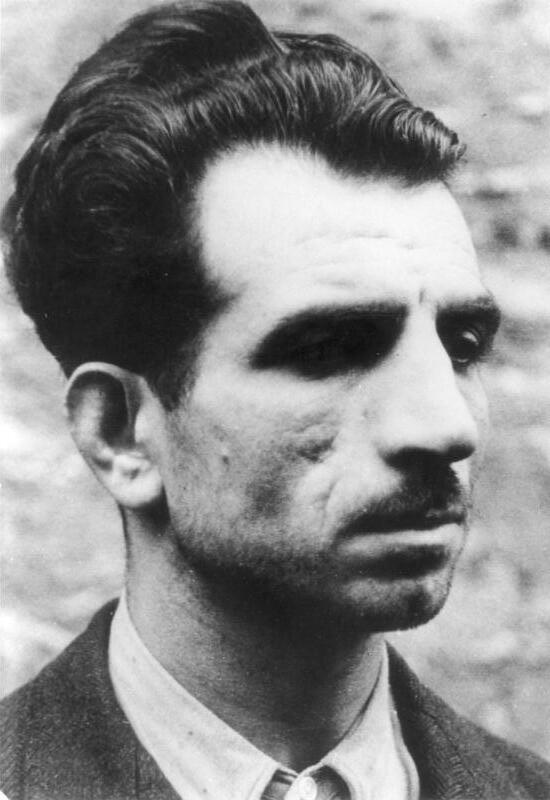
Missak Manouchian
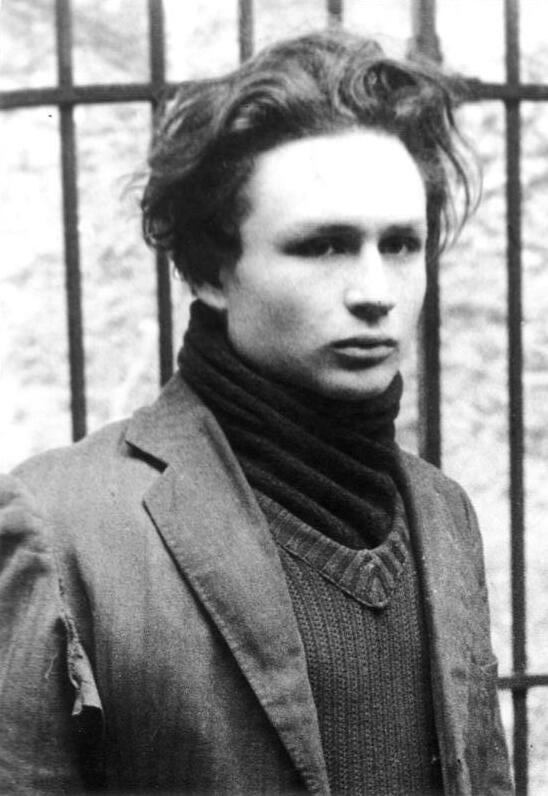
Marcel Rayman
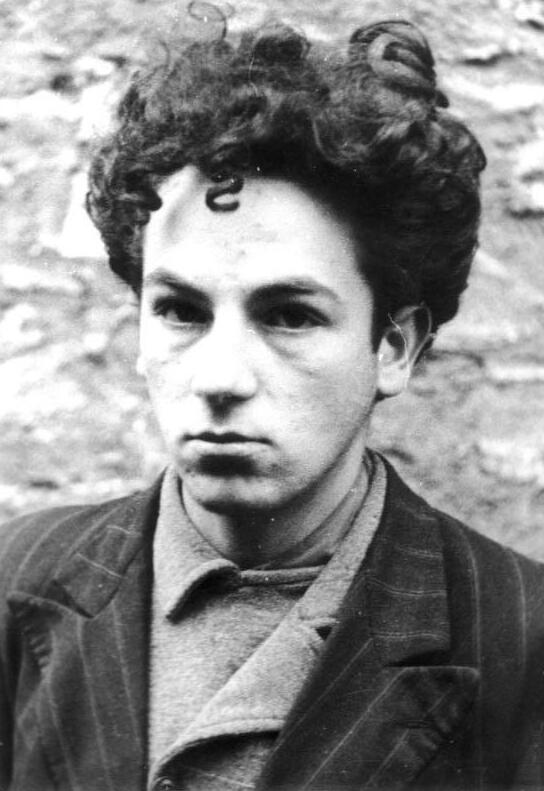
Wolf Wajsbrot
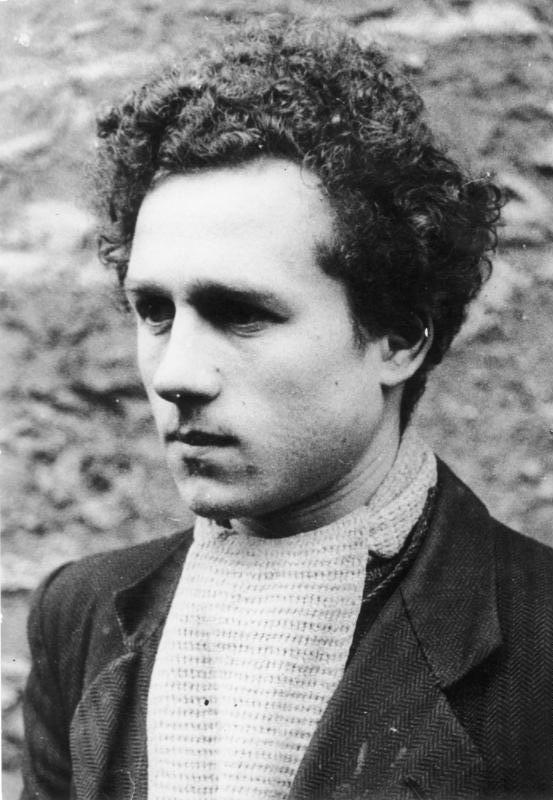
Robert Witchitz
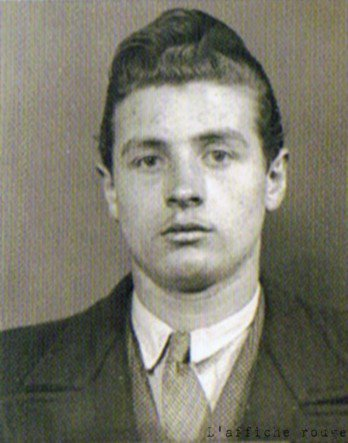
Roger Rouxel
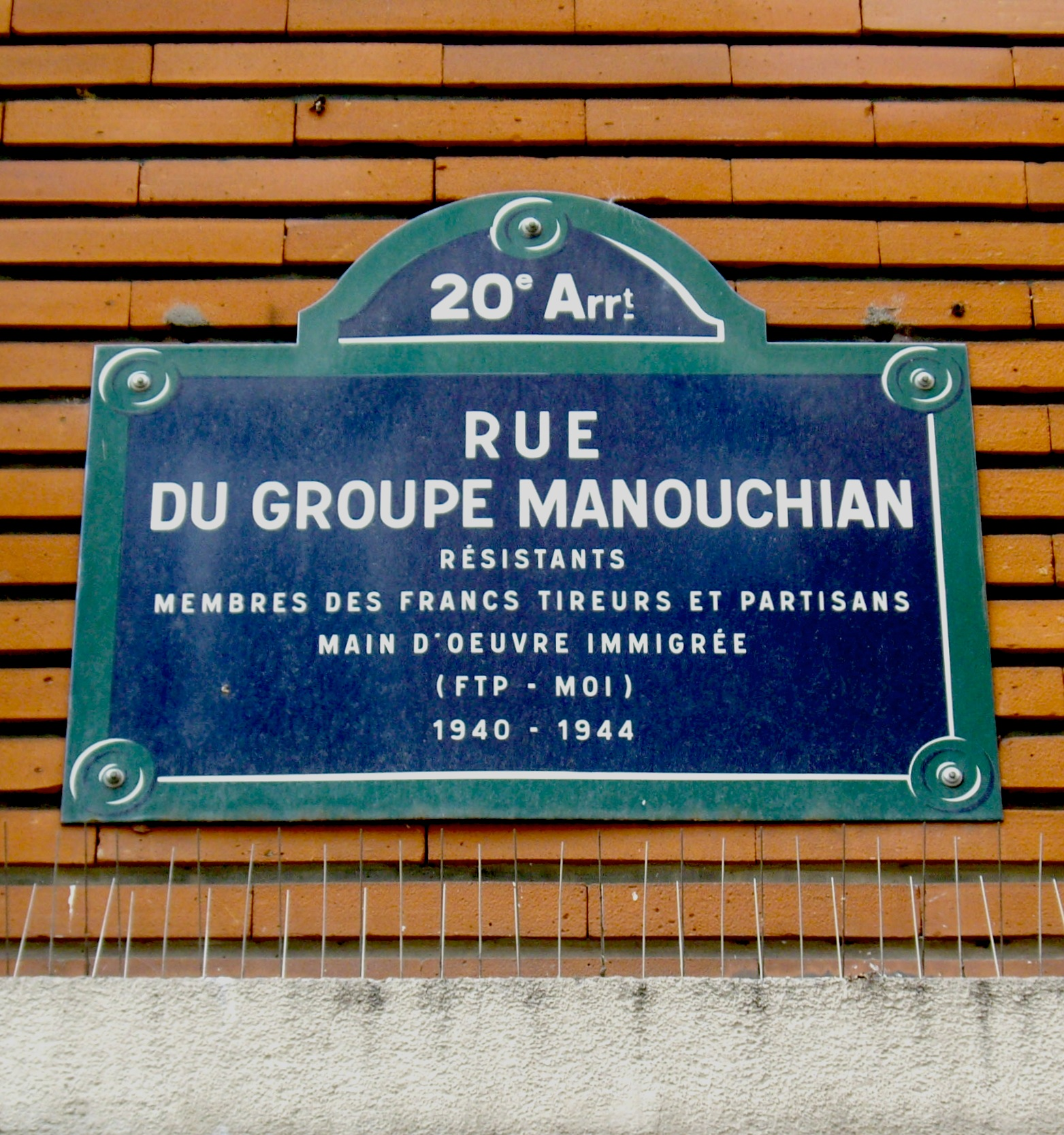
Rue du Groupe-Manouchian, Paris 20e